# Woiwode

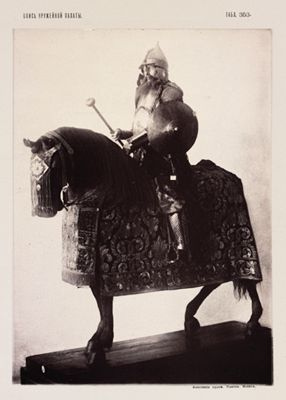
Rüstung eines russischen Wojwoden; Moskau, 17. Jahrhundert

Woiwode ist ein slawischer Heerführer- bzw. Herrschertitel. In Polen bezeichnet er heute den obersten Chef der Verwaltung einer Woiwodschaft.

## Namensherkunft
Weitere Schreibweise sind Wojwode/Vojvode, Wojwoda/Vojvoda, Woiwod, воевода/wojewoda und войвода/wojwoda, hergeleitet aus dem Slawischen войвода/wojwoda. Der Begriff stammt von zwei Wurzeln ab: вой(на), „Krieg / Kampf“ und водя (kirchenslawisch), „führen“, zusammen also „Kriegsführer“ oder „Kriegsherr“.
Die Bezeichnung Woiwodschaft ist von Woiwode abgeleitet. Die Region Banat, die heute in Serbien, Ungarn und Rumänien liegt, nannte man früher in der deutschen Sprache auch serbische Woiwodschaft.  Ebenso abgeleitet ist der Name Vojvodina, einer Region Serbiens (ihr entspricht die Bezeichnung „Herzegowina“, die auf den deutschen Titel „Herzog“ zurückgeht).

## Geschichte
Der Begriff „Woiwode“ bezeichnete im Allgemeinen einen Heerführer und wurde im Besonderen für einen slawischen Adelsrang unterhalb eines Fürsten (Knjaz) oder für einen Militärstatthalter genutzt, vergleichbar mit dem Titel eines germanischen Herzogs. An der Militärgrenze zum Osmanischen Reich war der Woiwode der Kommandant einer 50 Mann zählenden Abteilung von Militärdienstpflichtigen, die sich aus der Grenzbevölkerung rekrutierten. Eine solche Einheit bezeichnete man als „Woiwodschaft“.
Der Titel Woiwode wurde in Pommern, auf Rügen, in Polen, Bosnien, Serbien, Kroatien, Bulgarien, Nordmakedonien, Russland, Belarus, Ukraine, außerdem den Fürstentümern Moldau und Walachei und in Ungarn (Schreibweise Vajda) und  Österreich verwendet. In den Donaufürstentümern Moldau und Walachei lautete die Amtsbezeichnung der dortigen Fürsten Voievod, Gospodar und später Domnitor. In Bulgarien und Mazedonien wurden auch die Anführer der Heiducken und Tschetniks als Wojwoda bezeichnet. In Österreich-Ungarn trug der Kaiser von Österreich den Titel Großwoiwode der Woiwodschaft Serbien.
Im Russischen Zarenreich war Wojewoda (воевода) bis zu den Reformen Peters des Großen ein Militärtitel. Jede Stadt hatte einen oder mehrere Wojewodas, die ihre Militärgarnison leiteten. Daneben gab es Wojewodas zu Felde (полевые воеводы), die verschiedene Heeresteile anführten.

## Heutiger Gebrauch in der Republik Polen
In Polen bezeichnet der Titel Woiwode (polnisch wojewoda) seit dem späten Mittelalter den obersten Chef der Verwaltung einer Woiwodschaft, das heißt eines obersten Verwaltungsbezirks.
Der Woiwode ist der Vertreter des Ministerrates in der Woiwodschaft, Vorgesetzter der integrierten Regierungsverwaltung und übt die Funktion des Aufsichtsorgans über die Einheiten der territorialen Selbstverwaltung aus. Er wird vom polnischen Premierminister ernannt.